# S. Abdul Hamid
S. Abdul Hamid (ur. w 1907) – indyjski lekkoatleta, uczestnik LIO 1928.
Abdul Hamid na Letnich Igrzyskach Olimpijskich 1928 startował w dwóch konkurencjach biegowych: 110 metrów przez płotki (czwarte miejsce w swym wyścigu eliminacyjnym) i 400 m przez płotki (szóste miejsce w swoim biegu kwalifikacyjnym). W obu jednak nie awansował do kolejnych faz zawodów.
Rekordy życiowe: bieg na 110 metrów przez płotki – 15,8 (1927), bieg na 400 metrów przez płotki – 58,5y (1932).